# La Fábrica, Puebla
La Fábrica är en ort i Mexiko.   Den ligger i kommunen Hermenegildo Galeana och delstaten Puebla, i den sydöstra delen av landet, 160 km nordost om huvudstaden Mexico City. La Fábrica ligger 561 meter över havet och antalet invånare är 134.
Terrängen runt La Fábrica är kuperad åt nordost, men åt sydväst är den bergig. Runt La Fábrica är det ganska tätbefolkat, med 104 invånare per kvadratkilometer. Närmaste större samhälle är Olintla, 6,1 km sydost om La Fábrica. Omgivningarna runt La Fábrica är en mosaik av jordbruksmark och naturlig växtlighet.